# Académie Hassan II des sciences et techniques
L' Académie Hassan II des sciences et technologies (en arabe :  أكاديمية الحسن الثاني للعلوم والتقنيات) est une société savante fondée en 1993 par le roi Hassan II du Maroc.